# Панайотіс Рецос
Панайотіс Рецос (грец. Παναγιώτης Ρέτσος,, нар. 9 серпня 1998, Йоганнесбург, ПАР) — грецький футболіст, центральний захисник італійського клубу «Верона». На правах оренди грає за «Олімпіакос». Грав за національну збірну Греції.

## Клубна кар'єра
Панайотіс Рецос є вихованцем клубу «Олімпіакос». У віці 18 - ти років він був переведений до першої команди. І у серпні 2016 року Рецос дебютував в основі клубу. У лютому 2017 року у матчі на Кубок Греції Рецос вивів команду на поле в якості капітана і став наймолодшим капітаном в історії клубів, які ставали чемпіонами країни.
У серпні 2017 року футболіст уклав угоду з німецьким клубом «Баєр 04», розраховану до 2022 року. Сума трансферу грецького захисника становила 15,75 млн євро. На центрбека також претендували французькі «Ренн» та «Ліон». У вересні Рецос вже дебютував у новій команді.
Під час передсезонної підготовки влітку 2018 року Рецом отримав важку травму стегна і вибув з гри на два місяці. Пізніше ще одна травма не дала гравцеві можливості повноцінно виступати у складі німецького клубу.
Тому у січні 2020 року для повноцінного набору ігрової практики Рецос був відправлений в оренду в англійський «Шеффілд Юнайтед». Орендний договір був з правом викупа контракту гравця. Але фінансові проблеми завадили англійцям викупити права на футболіста. У жовтні на таких самих умовах Рецос відправився в оренду у французький «Сент-Етьєн». Але по закінченню сезону влітку 2021 року футболіст повернувся до «Баєра».
Протягом другої половини 2021 року провів за німецьку команду декілька ігор у Бундселізі, після чого 25 січня 2022 року перейшов до італійської «Верони». Протягом першої половини 2022 року відіграв за цю команду лише п'ять ігор у Серії A, а невдовзі після початку сезону 2022/23 був відданий в оренду рідного клубу, «Олімпіакоса».

## Збірна
Панайотіс Рецос народився в Південно-Африканській Республіці і мав право виступати за збірну цієї країни. Але свого часу Рецос разом з родиною повернувся до Греції, тому футболіст вирішив грати за національну збірну Греції. Його дебют в національній команді відбувся 31 серпня 2017 року у матчі відбору до чемпіонату світу 2018 року проти збірної Естонії.

## Статистика виступів

### Статистика клубних виступів
Станом на 21 серпня 2022
| Сезон                  | Команда                | Чемпіонат              | Чемпіонат | Чемпіонат | Національний кубок | Національний кубок | Національний кубок | Континентальні кубки | Континентальні кубки | Континентальні кубки | Інші змагання | Інші змагання | Інші змагання | Усього | Усього |
| Сезон                  | Команда                | Ліга                   | Ігор      | Голів     | Ліга               | Ігор               | Голів              | Ліга                 | Ігор                 | Голів                | Ліга          | Ігор          | Голів         | Ігор   | Голів  |
| ---------------------- | ---------------------- | ---------------------- | --------- | --------- | ------------------ | ------------------ | ------------------ | -------------------- | -------------------- | -------------------- | ------------- | ------------- | ------------- | ------ | ------ |
| 2016–17                | «Олімпіакос»           | СЛ                     | 18        | 0         | КН                 | 8                  | 0                  | ЛЧ+ЛЄ                | 0+8                  | 0                    | -             | -             | -             | 34     | 0      |
| серп. 2017             | «Олімпіакос»           | СЛ                     | 2         | 0         | КН                 | 0                  | 0                  | ЛЧ                   | 4                    | 0                    | -             | -             | -             | 6      | 0      |
| Усього за «Олімпіакос» | Усього за «Олімпіакос» | Усього за «Олімпіакос» | 20        | 0         |                    | 8                  | 0                  |                      | 12                   | 0                    |               | -             | -             | 40     | 0      |
| серп. 2017–18          | «Баєр 04»              | БЛ                     | 24        | 1         | КН                 | 4                  | 0                  | -                    | -                    | -                    | -             | -             | -             | 27     | 1      |
| 2018–19                | «Баєр 04»              | БЛ                     | 0         | 0         | КН                 | 0                  | 0                  | ЛЄ                   | 1                    | 0                    | -             | -             | -             | 1      | 0      |
| 2019-січ. 2020         | «Баєр 04»              | БЛ                     | 3         | 0         | КН                 | 1                  | 0                  | ЛЧ                   | 2                    | 0                    | -             | -             | -             | 6      | 0      |
| січ.-черв. 2020        | «Шеффілд Юнайтед»      | ПЛ                     | 0         | 0         | КА+КЛ              | 1+0                | 0                  | -                    | -                    | -                    | -             | -             | -             | 1      | 0      |
| 2020–21                | «Сент-Етьєн»           | Л1                     | 4         | 0         | КФ                 | 0                  | 0                  | -                    | -                    | -                    | -             | -             | -             | 4      | 0      |
| 2021-січ. 2022         | «Баєр 04»              | БЛ                     | 4         | 0         | КН                 | 1                  | 0                  | ЛЄ                   | 3                    | 0                    | -             | -             | -             | 7      | 0      |
| Усього за «Баєр 04»    | Усього за «Баєр 04»    | Усього за «Баєр 04»    | 31        | 1         |                    | 6                  | 0                  |                      | 6                    | 0                    |               | -             | -             | 43     | 1      |
| січ.-черв. 2022        | «Верона»               | A                      | 5         | 0         | КІ                 | 0                  | 0                  |                      | -                    | -                    |               | -             | -             | 5      | 0      |
| 2022–23                | «Верона»               | A                      | 2         | 0         | КІ                 | 0                  | 0                  | -                    | -                    | -                    | -             | -             | -             | 2      | 0      |
| Усього за «Верону»     | Усього за «Верону»     | Усього за «Верону»     | 7         | 0         |                    | 0                  | 0                  |                      | -                    | -                    |               | -             | -             | 7      | 0      |
| серп. 2022–23          | «Олімпіакос»           | СЛ                     | 0         | 0         | КН                 | 0                  | 0                  | ЛЄ                   | 0                    | 0                    | -             | -             | -             | 0      | 0      |
| Усього за «Олімпіакос» | Усього за «Олімпіакос» | Усього за «Олімпіакос» | 20        | 0         |                    | 8                  | 0                  |                      | 12                   | 0                    |               | -             | -             | 40     | 0      |
| Усього за кар'єру      | Усього за кар'єру      | Усього за кар'єру      | 62        | 1         |                    | 15                 | 0                  |                      | 18                   | 0                    |               | -             | -             | 95     | 1      |

### Статистика виступів за збірну
| Дата       | Місто   | Господарі | Результат | Гості     | Турнір            | Голи | Примітки |
| ---------- | ------- | --------- | --------- | --------- | ----------------- | ---- | -------- |
| 31-8-2017  | Пірей   | Греція    | 0 – 0     | Естонія   | Відбір до ЧС 2018 | -    | 49'      |
| 7-10-2017  | Нікосія | Кіпр      | 1 – 2     | Греція    | Відбір до ЧС 2018 | -    | 70'      |
| 9-11-2017  | Загреб  | Хорватія  | 4 – 1     | Греція    | Відбір до ЧС 2018 | -    | 46'      |
| 12-11-2017 | Афіни   | Греція    | 0 – 0     | Хорватія  | Відбір до ЧС 2018 | -    |          |
| 23-3-2018  | Афіни   | Греція    | 0 – 1     | Швейцарія | товариський матч  | -    |          |
| Усього     |         | Матчів    | 5         |           | Голів             | 0    |          |

## Досягнення
Олімпіакос
 Чемпіон Греції: 2016/17, 2024/25
 Переможець Кубка Греції: 2024/25
 Переможець Ліги конференцій УЄФА: 2023/24
Індивідуальні
- Кращий молодий футболіст чемпіонату Греції: 2016/17